# Kladzany
Kladzany (ungarisch Klazány – bis 1907 Kladzán) ist eine Gemeinde im Osten der Slowakei mit 529 Einwohnern (Stand 31. Dezember 2024), die im Okres Vranov nad Topľou, einem Teil des Prešovský kraj, liegt.

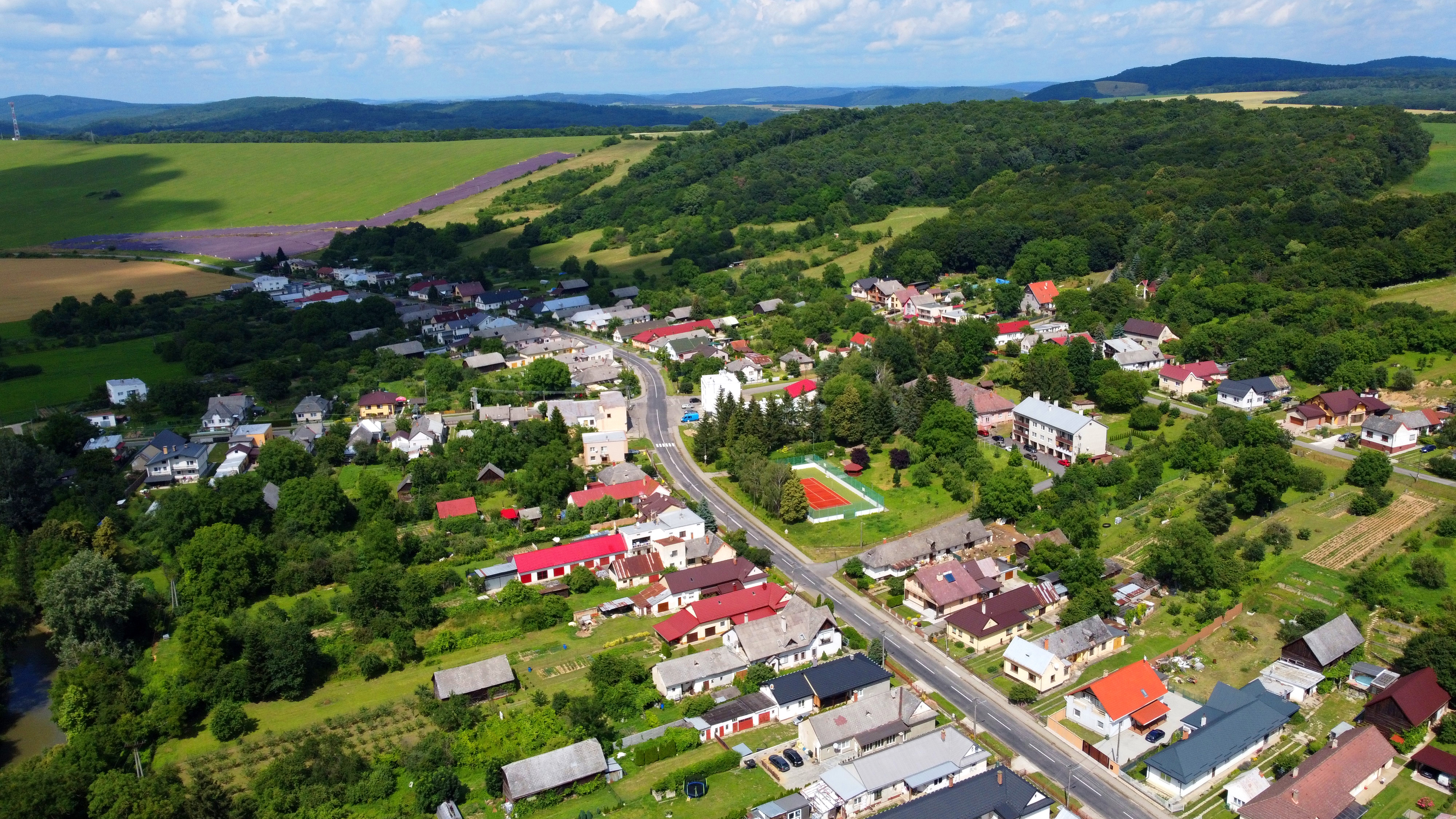
Blick zum Ort

## Geographie
Die Gemeinde befindet sich im nordwestlichen Ausläufer des Ostslowakischen Tieflands am linken Ufer der Ondava. Das Ortszentrum liegt auf einer Höhe von 130 m n.m. und ist siebeneinhalb Kilometer von Vranov nad Topľou entfernt (Straßenentfernung).
Nachbargemeinden sind Tovarné im Norden, Tovarnianska Polianka im Nordosten, Strážske im Osten, Nižný Hrabovec im Südosten, Kučín im Süden, Hencovce im Südwesten und Westen und Sedliská im Nordwesten.

## Geschichte
Kladzany wurde zum ersten Mal 1391 als Kladien beziehungsweise Kladeen schriftlich erwähnt, weitere historische Bezeichnungen sind unter anderen Klaczan (1372) und Kladzany (1808). Das Dorf lag ursprünglich in der Herrschaft von Nižný Hrušov, später war es Besitz mehrerer landadliger Gutsherren, im 18. Jahrhundert der Familie Szirmay und im 19. Jahrhundert der Familie Vladár. 1715 gab es 12 Haushalte. 1787 hatte die Ortschaft 35 Häuser und 327 Einwohner, 1828 zählte man 41 Häuser und 299 Einwohner, die als Landwirte, Obstbauern sowie als Pferde- und Schafzüchter tätig waren. Die Einwohner nahmen am Ostslowakischen Bauernaufstand von 1831 teil.
Bis 1918 gehörte der im Komitat Semplin liegende Ort zum Königreich Ungarn und kam danach zur Tschechoslowakei beziehungsweise heute Slowakei. Auch in der Zeit der ersten tschechoslowakischen Republik verblieb die Bevölkerung bei traditionellen Einnahmequellen. Nach dem Zweiten Weltkrieg pendelte ein Teil der Einwohner zur Arbeit in Industriebetriebe in Hencovce, Strážske und Humenné, die örtliche Einheitliche landwirtschaftliche Genossenschaft (Abk. JRD) wurde im Jahr 1958 gegründet.

## Bevölkerung
| Jahr                | 1994 | 2004    | 2014    | 2024    |
| ------------------- | ---- | ------- | ------- | ------- |
| Anzahl der Personen | 621  | 559     | 537     | 529     |
| Unterschied         |      | −9,98 % | −3,93 % | −1,48 % |

| Jahr                | 2023 | 2024    |
| ------------------- | ---- | ------- |
| Anzahl der Personen | 531  | 529     |
| Unterschied         |      | −0,37 % |

Nach der Volkszählung 2011 wohnten in Kladzany 527 Einwohner, davon 513 Slowaken, zwei Magyaren und ein Tscheche. 11 Einwohner machten keine Angabe zur Ethnie.
367 Einwohner bekannten sich zur Evangelischen Kirche A. B., 91 Einwohner zur römisch-katholischen Kirche, 26 Einwohner zu den Zeugen Jehovas, acht Einwohner zur griechisch-katholischen Kirche und zwei Einwohner zur reformierten Kirche. 11 Einwohner waren konfessionslos und bei 22 Einwohnern wurde die Konfession nicht ermittelt.

## Bauwerke und Denkmäler
- evangelische Kirche im klassizistischen Stil aus dem Jahr 1812, 1950 saniert[6]

## Verkehr
Durch Kladzany führt die Cesta II. triedy 554 („Straße 2. Ordnung“) von Nižný Hrabovec nach Žalobín und weiter Havaj. Der nächste Bahnanschluss ist in Nižný Hrabovec an der Bahnstrecke Strážske–Prešov.